# 十文字町西原二番町
十文字町西原二番町（じゅうもんじまちにしはらにばんちょう）は、秋田県横手市の大字。郵便番号は019-0502。人口は284人、世帯数は101世帯（2020年10月1日現在）。

## 地理
横手市南部、十文字地域の中央東部に位置する。東と西と北の大部分が十文字町梨木、東の一部で十文字町腕越、西東の一部で（大字）十文字町と隣接する。町域の東端を東日本旅客鉄道（JR東日本）の奥羽本線が縦貫しており、1kmほど南下した場所に十文字駅がある。
2つの太鼓橋と池が特徴的な「梨木公園」が所在する。春になると桜が咲き、50匹以上の鯉のぼりが見られる。

## 世帯数と人口
2020年（令和2年）10月1日現在の世帯数と人口は以下の通りである。
| 丁目               | 世帯数  | 人口  |
| ------------------ | ------- | ----- |
| 十文字町西原二番町 | 101世帯 | 284人 |

### 人口の推移
以下は国勢調査による1995年（平成7年）以降の人口の推移。
| 年                 | 人口 |
| ------------------ | ---- |
| 1995年（平成7年）  | 172  |
| 2000年（平成12年） | 210  |
| 2005年（平成17年） | 193  |
| 2010年（平成22年） | 218  |
| 2015年（平成27年） | 247  |
| 2020年（令和2年）  | 284  |

## 小・中学校の学区
市立小・中学校に通う場合、学区（校区）は以下の通りとなる。
| 番地 | 小学校               | 中学校               |
| ---- | -------------------- | -------------------- |
| 全域 | 横手市立十文字小学校 | 横手市立十文字中学校 |

## 交通

### 鉄道
東端を奥羽本線が通っているが、駅はない。最寄り駅はJR東日本・奥羽本線の十文字駅。

### 道路
町内に主要な道路は通っていないが、現在はバイパス化されている国道13号の旧線が通っている。

## 施設
- 梨木公園[4]